# Nacht
Als Nacht wird gemeinhin jener Teil eines vollen Tages bezeichnet, bei dem die Sonne vom jeweiligen Standort eines Beobachters gesehen unter dem Horizont steht, also die Zeitspanne zwischen Sonnenuntergang und Sonnenaufgang.
Astronomisch wird unter Nacht maximale Dunkelheit verstanden, also die Stunden zwischen dem Ende der astronomischen Dämmerung am Abend und deren Beginn am Morgen. Denn der Grenzbereich zwischen Tag und Nacht, Tag-Nacht-Grenze bzw. Terminator genannt, ist auf der Erde wie ebenso auf Himmelskörpern, die eine merkliche Atmosphäre besitzen, zu einer Dämmerungszone verbreitert.
Nachthimmel ist eine Bezeichnung für den Anblick des Himmels bei Dunkelheit. Am Nachthimmel zeigen sich zumindest in klaren Nächten Sterne, die tagsüber von der Sonne überstrahlt werden (siehe Sternenhimmel). Eine sternklare Nacht mit gut sichtbarem Sternenhimmel wird  Sternennacht genannt. 
Für die meisten Menschen ist die Nacht die Zeit des Schlafes, hingegen für nachtaktive Tiere wie Eulen, Fledermäuse, viele Insekten oder manche Schnecken die Zeit der Aktivität. Die meisten Länder haben eine Reihe von Lärm- und anderen Schutzbestimmungen für die Nachtzeit und für notwendige Nachtdienste, meist auch für Früh- und Schichtdienste.

## Etymologie
Das gemeingerm. Wort mhd., ahd. naht, got. nahts beruht auf idg. noku̯[t]- „Nacht“.

## Dunkelheit am Nachthimmel

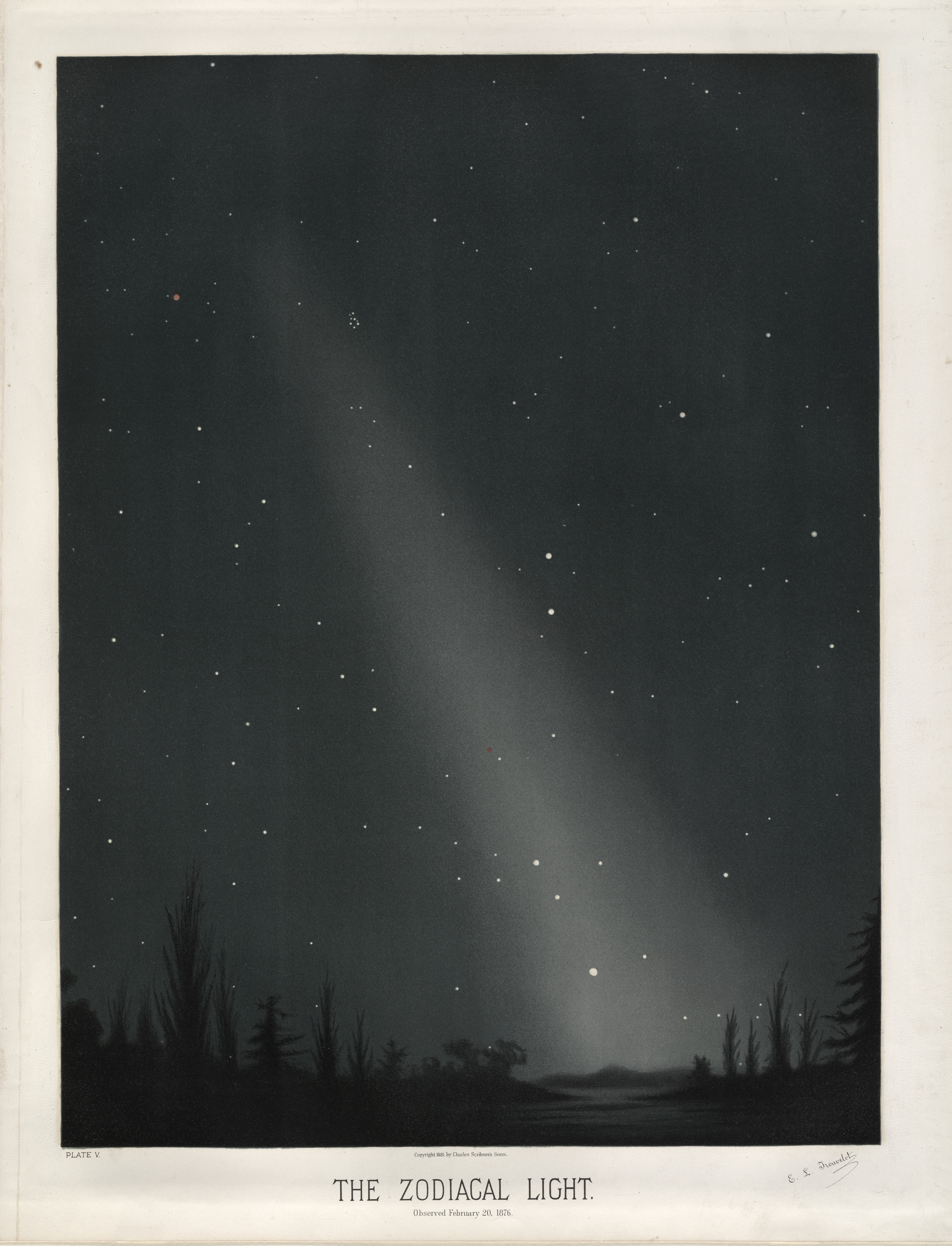
Nachthimmel mit dem Zodiakallicht (Illustration von Étienne Trouvelot)

Die kennzeichnende Eigenschaft der Nacht ist ihre Dunkelheit und damit zusammenhängende biologische Vorgänge wie Nachtruhe, Stille und die Einschränkung des menschlichen Sehens auf die Wahrnehmung von Schwarz-Weiß. Zur Farbwahrnehmung kommt es nur bei Flächenhelligkeiten über einigen hundertstel Lux und bei den hellsten Sternen (siehe auch photopisches Sehen).
Selbst bei völlig klarem, mondlosen Nachthimmel ohne jedes Fremdlicht ist der Himmel nicht vollständig schwarz. Verantwortlich für die Aufhellung ist das Rekombinationsleuchten der Moleküle der Atmosphäre, die tagsüber von der Sonne ionisiert wurden. Dies tritt insbesondere bei Sauerstoff, Stickstoff und Natrium auf. Weitere natürliche Lichtquellen sind das Zodiakallicht und die Streuung von terrestrischem und Sternenlicht in niedrigen Atmosphärenschichten (Troposphäre). Die Helligkeit des Nachthimmels ist dadurch vergleichbar der eines Sterns der scheinbaren Helligkeit von 22mag, weshalb wesentlich lichtschwächere Sterne von der Erde aus auch mit großen Teleskopen nicht beobachtet werden können.[Beleg?]
Eine bedeutende Frage für die Fortentwicklung der Astronomie war die von Heinrich Wilhelm Olbers: Warum ist der Nachthimmel dunkel? Sie führt zum Olbersschen Paradoxon. Der dunkle Nachthimmel ist mit der newtonschen Physik nicht oder nur sehr schwer zu erklären, da man bei einem unendlich großen Universum in jeder Richtung irgendwann auf einen Stern stoßen müsste, die insgesamt einen taghellen Nachthimmel ergäben.
Die für die volle Dunkelanpassung des menschlichen Auges erforderliche Zeitspanne beträgt etwa 20 Minuten. Doch schon nach einigen Sekunden sieht man 20–30 der hellsten Sterne. Nach wenigen Minuten ist im Schein der Sterne und des Bandes der Milchstraße jeder Pfad zu erkennen, aber auch größere Unebenheiten. Beim Ausleuchten mit einer Taschenlampe hingegen wird die maximale Dunkeladaptation der Netzhaut behindert, zudem können Schattenwürfe auf dem Weg Schritt und Tritt erschweren.

## Beleuchtung

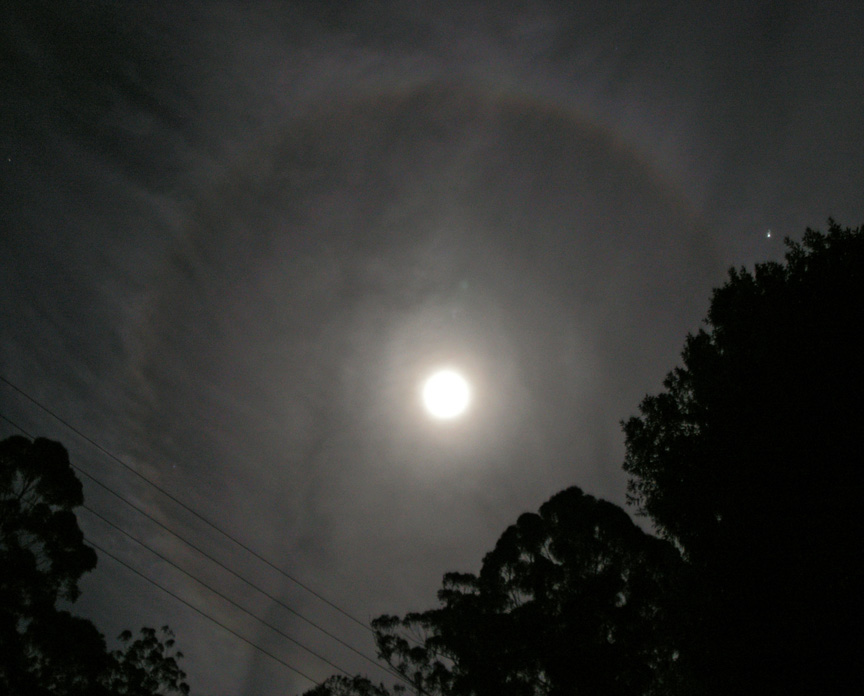
Der Mond bei Nacht (mit Halo)

### Natürliche Beleuchtung
Am Nachthimmel ist eine Reihe von natürlichen Lichtquellen – ständig oder zeitweise – sichtbar. Dazu gehören neben dem bereits erwähnten Zodiakallicht:
- das Sternenlicht (siehe Sterne und Planeten)
- das Band der Milchstraße
- das Mondlicht,
- das Polarlicht und Leuchtende Nachtwolken

die je nach Standort, Zustand der Atmosphäre und Bewölkung unterschiedliche Lichtstärken entfalten können.
Das Sternenlicht ist heute durch die zunehmende Luft- und Lichtverschmutzung stellenweise stark eingeschränkt. In unseren Breiten liegt dessen Lichtstärke in der Regel unter 0,03 Lux, das heißt, die Grenze wird unterschritten, bei der das menschliche Auge noch Einzelheiten unterscheiden und Farben sehen kann. Das Mondlicht hat eine Stärke zwischen 0,2 und 1,0 Lux, zum Vergleich: ein sonniger Tag erreicht 32.000 bis 100.000 Lux. In den Bereichen um die beiden Pole, seltener auch bis in mittlere Breiten, sorgt in manchen Nächten das Polarlicht für eine Lichtstärke, die 1,0 Lux deutlich überschreiten kann.

### Künstliche Beleuchtung
Im Laufe der Menschheitsgeschichte wurden künstliche Lichtquellen entwickelt, um die Dunkelheit der Nacht aufzuheben. Zuerst wurde die Dunkelheit mit Feuerstellen, dann mit Kienspänen, Fackeln, Talg- und Öllampen erhellt, schließlich mit Kerzen und Laternen.

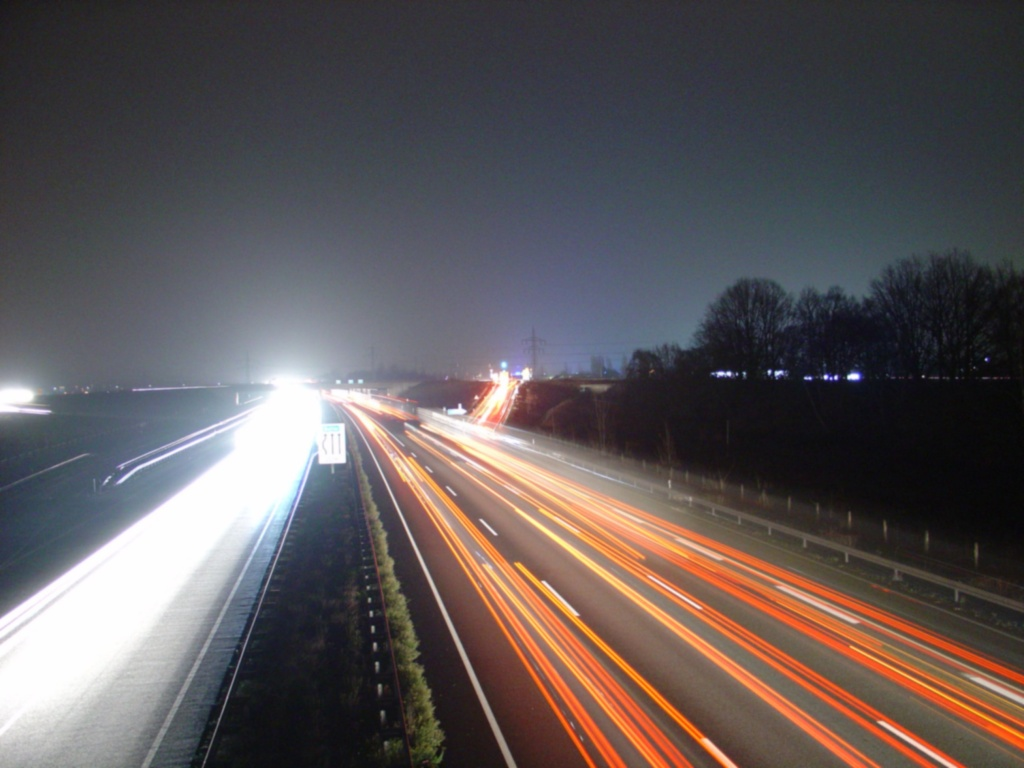
Autobahn A2 bei Nacht

Gegen Ende des 18. Jahrhunderts wurde die Petroleumlampe erfunden, Ende des 19. Jahrhunderts der Gasstrumpf und die Glühlampe, im 20. Jahrhundert folgten Leuchtstofflampen und für den Außenbereich die bläuliche Quecksilberdampflampe oder Natriumdampflampen mit ihrem charakteristischen, gelblichen Licht. Quecksilber- und Natriumdampflampen sind auf dem nebenstehenden Bild gut zu erkennen. Derzeit geht die Entwicklung zu Energiesparlampen.

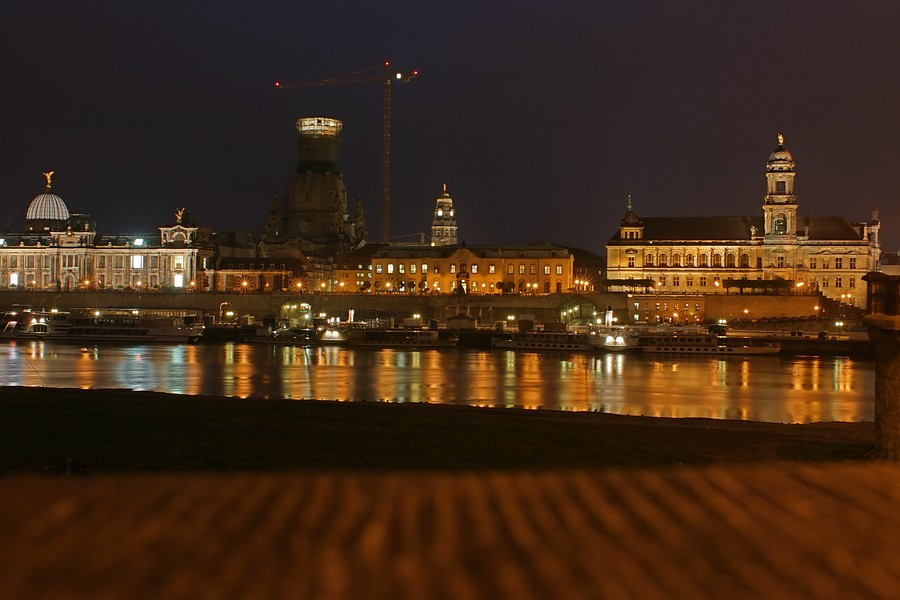
Dresden bei Nacht

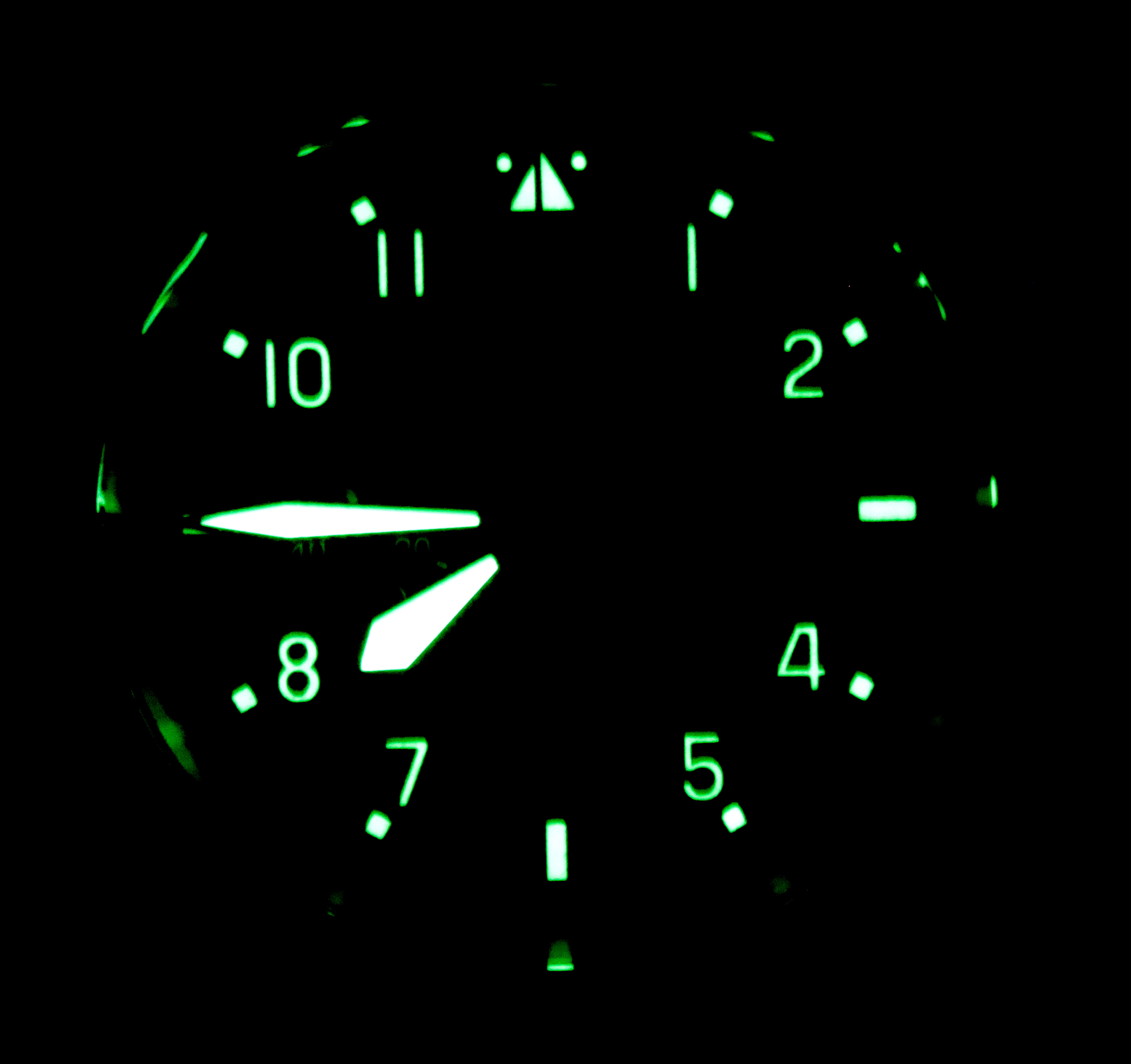
In der Nacht ablesbares Zifferblatt einer Fliegeruhr

Diese Entwicklung veränderte viele Lebensbereiche der Menschen. Sie gingen nicht mehr mit Anbruch der Dunkelheit schlafen, sondern konnten mit dem Licht bis spät in die Nacht aktiv bleiben.
Außenbereiche werden mit Laternen beleuchtet, damit sich der Verkehr auch nachts ungehindert bewegen kann, um ein Gefühl der Sicherheit zu vermitteln oder aus dekorativen Gründen. Die ersten Städte, die zu Beginn des 19. Jahrhunderts eine künstliche Straßenbeleuchtung mit Gaslampen einführten, waren London, Amsterdam und Paris. Mittlerweile handelt es sich bereits um „Lichtverschmutzung“: durch viel Beleuchtung macht der Mensch die Nacht zum Tag. Die Reflexionen aller Lichtquellen am Boden erhellen den Himmel so stark, dass in größeren Städten die Sterne kaum mehr sichtbar sind. Auch wird der menschliche Hormonspiegel (Melatonin) und die Schlaftiefe gestört. Weitere Probleme der Lichtverschmutzung sind störende Einflüsse auf nachtaktive Tiere, insbesondere auf Insekten, die von den Lichtquellen angezogen werden und sie bis zur Erschöpfung umkreisen. Dieses Insektensterben hat auch Folgen auf das Nahrungsangebot für Vögel und andere Tiere.

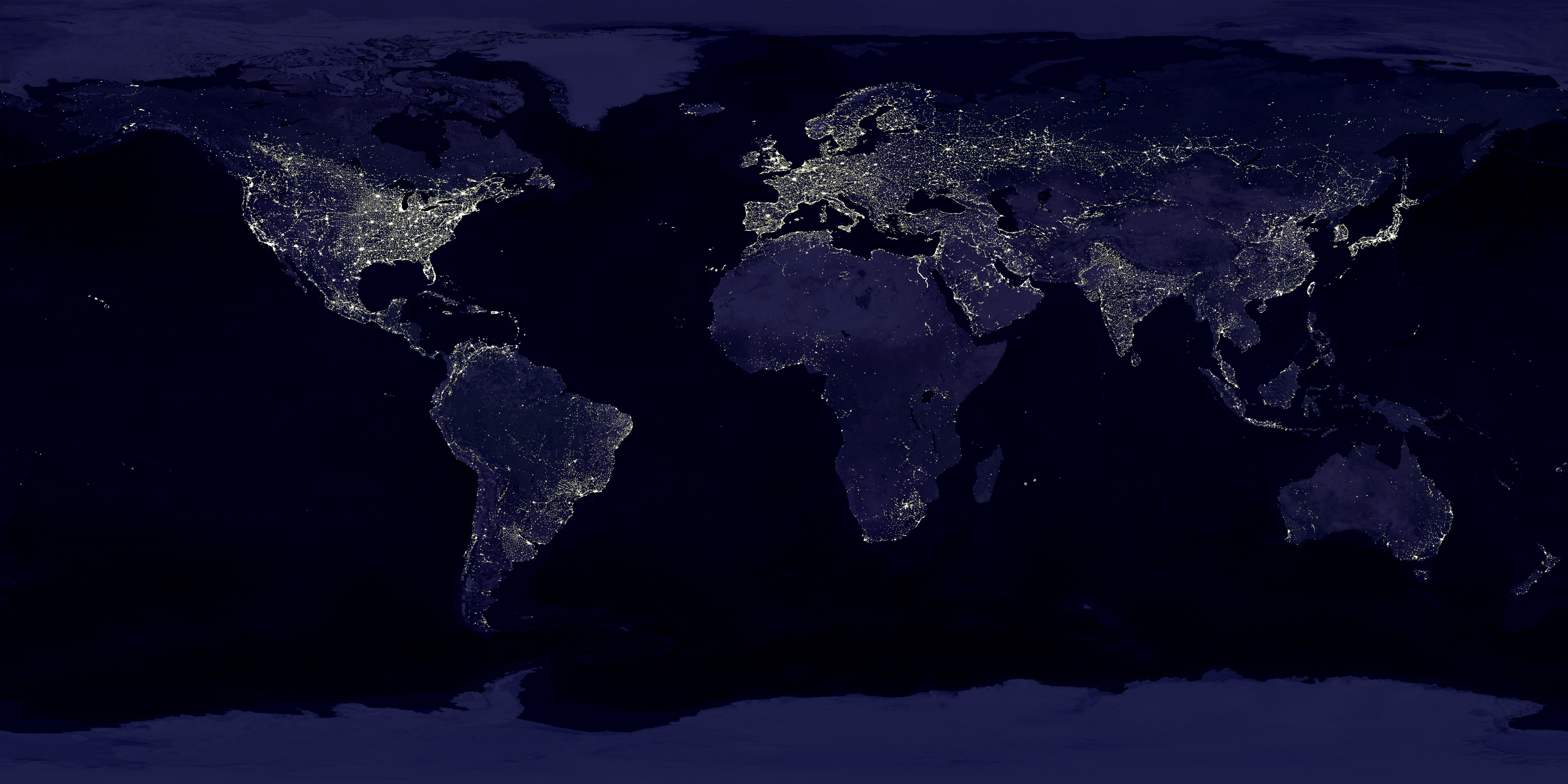
Regional unterschiedlich starke Lichtemission der Erde bei Nacht durch künstliche Beleuchtung (Fotomontage)

Hinderlich ist der aufgehellte Himmel auch für Astronomen, weil er trotz größer werdender Teleskope immer mehr Sterne und insbesondere flächenhafte Himmelsobjekte überstrahlt. Hobbyastronomen müssen sich entlegene Winkel suchen, und moderne Observatorien können nur noch fernab der Zivilisation errichtet werden.

## Meteorologie
Aus Sicht der Meteorologie ist die Nacht vor allem mit der Ausstrahlung der Erdoberfläche und der damit einhergehenden Absenkung der Boden- und Lufttemperatur verbunden. Es kommt daher in der Nacht bei ausreichender Luftfeuchtigkeit zu Phänomenen wie Tau, Nebel, Frost oder Reif. Am frühen Morgen, also wenn all diese Phänomene mit zunehmender Helligkeit auch für den Menschen sichtbar werden, hat sich i. a. das 24-stündige Temperaturminimum eingestellt. Es tritt meist knapp vor Sonnenaufgang ein und lässt sich annähernd über die Taupunktregel errechnen.

## Dauer der Nacht

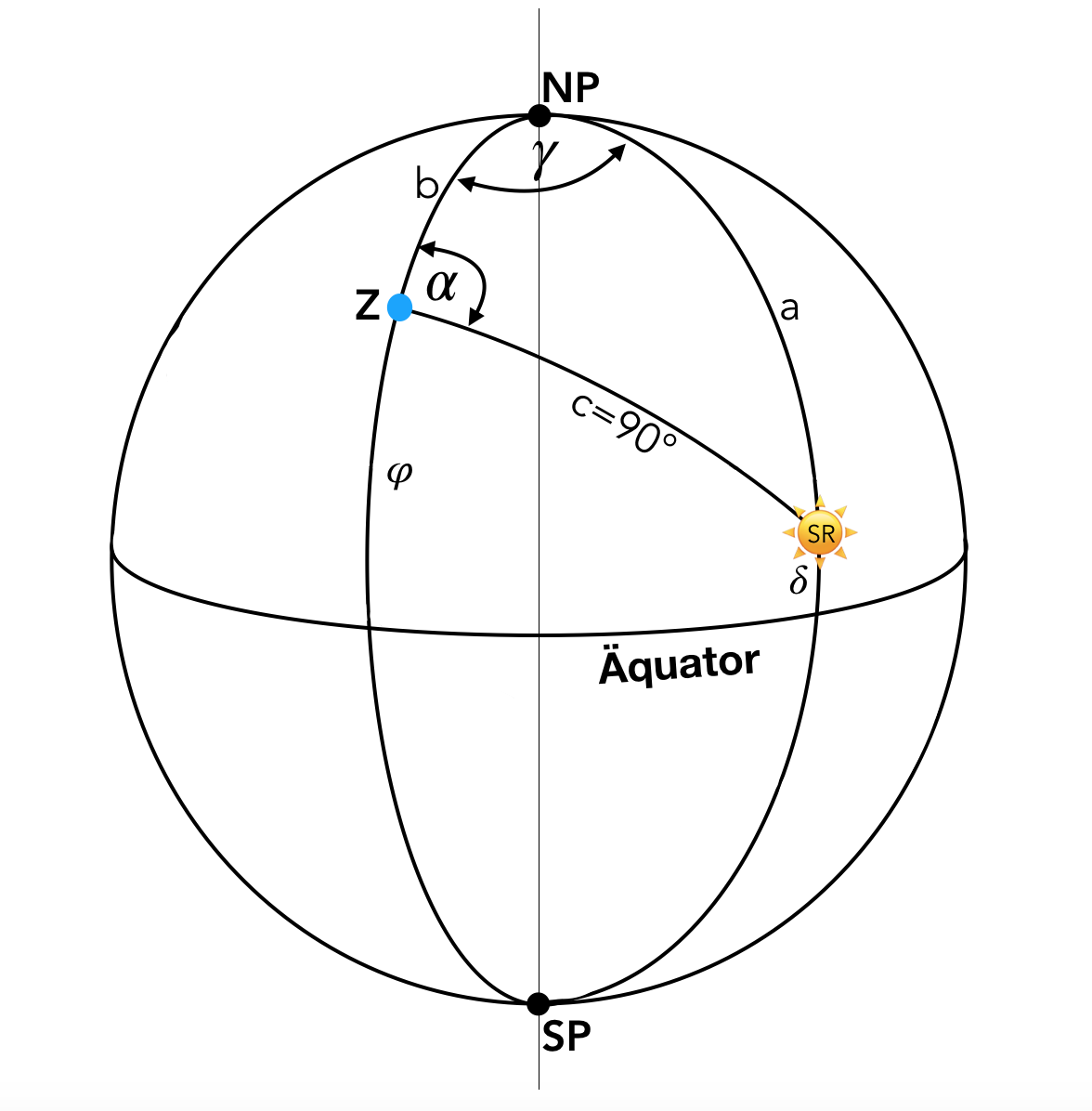
Himmelszelt bei Sonnenaufgang

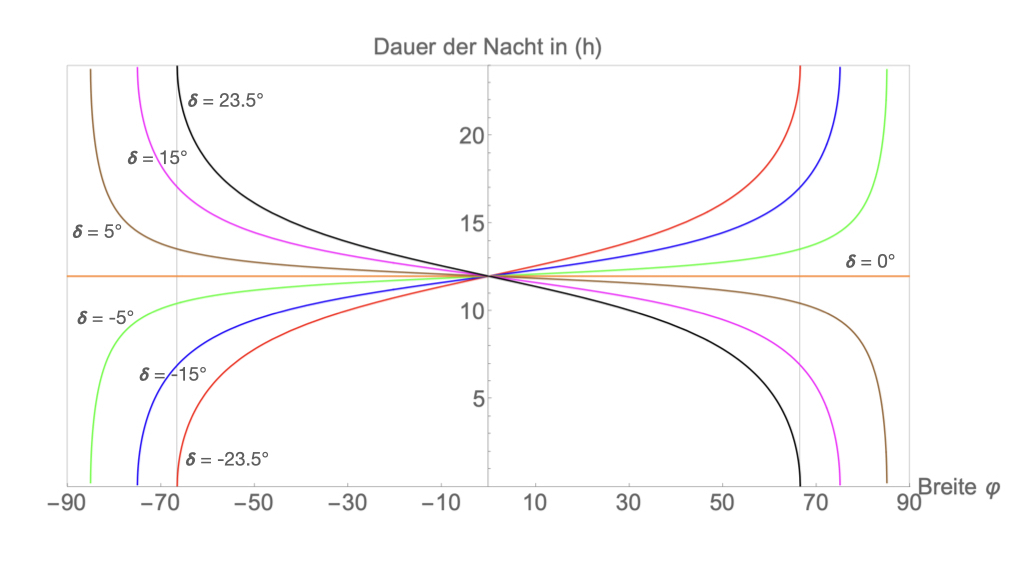
Dauer der Nacht als Funktion der geografischen Breite für verschiedene Deklinationen der Sonne (Rot: Nördlicher Winterbeginn, Schwarz: Sommerbeginn). Am Äquator dauert die Nacht immer 12 Stunden

Die Dauer der Nacht kann, ähnlich wie die Berechnung des Azimuts der aufgehenden Sonne oder die Dauer des Lichten Tages mit dem Seiten-Kosinussatz der sphärischen Trigonometrie hergeleitet werden.
Man betrachte das Dreieck, das am Himmelszelt durch den Nordpol {\displaystyle (NP)}, den Zenit {\displaystyle (Z)} des Beobachters und durch die Position der Sonne bei Sonnenaufgang aufgespannt wird. {\displaystyle \varphi } ist die geografische Breite des Standorts und {\displaystyle \delta } die momentane Deklination der Sonne. {\displaystyle c} ist die Zenitdistanz der Sonne vom Betrachter aus gesehen. Die drei Seiten {\displaystyle a,b,c} des Dreiecks sind {\displaystyle a=(90^{\circ }-\delta )} und {\displaystyle b=(90^{\circ }-\varphi )}. Bei Sonnenaufgang ist die Zenitdistanz der Sonne {\displaystyle c=90^{\circ }}. {\displaystyle \gamma } ist der Winkel am Nordpol zwischen dem Meridian des Beobachters und dem momentanen Meridian der Sonne bei Sonnenaufgang.
Von Mitternacht – die Sonne steht zu diesem Zeitpunkt auf dem dem Beobachter gegenüberliegenden Meridian – bis Sonnenaufganges dreht sich die Erde um den Winkel {\displaystyle 180^{\circ }-\gamma }. Sie dreht sich mit einer Winkelgeschwindigkeit von {\displaystyle 15^{\circ }/h}. Die Nachthalbe dauert daher {\displaystyle {\frac {180^{\circ }-\gamma }{15^{\circ }/h}}}.
Der Winkel {\displaystyle \gamma }  berechnet sich wie folgt:
| Der sphärische Seiten-Kosinussatz lautet:                                                 | {\displaystyle \cos c}  | = | {\displaystyle \cos a\cdot \cos b+\sin a\cdot \sin b\cdot \cos \gamma }                      |
| Für {\displaystyle \gamma } folgt:                                                        | {\displaystyle \gamma } | = | {\displaystyle \arccos \left[{\frac {\cos c-\cos a\cdot \cos b}{\sin a\cdot \sin b}}\right]} |
| Mit {\displaystyle a=(90^{\circ }-\delta ),b=(90^{\circ }-\varphi ),c=90^{\circ }} folgt: | {\displaystyle \gamma } | = | {\displaystyle \arccos \left[-\tan \delta \cdot \tan \varphi \right]}                        |

Setzt man {\displaystyle \gamma } in der Formel der Nachthälfte ein und verdoppelt den Wert, so folgt für die Dauer der Nacht als Funktion der geografischen Breite {\displaystyle \varphi } und der Deklination {\displaystyle \delta } der Sonne:
```
Dauer der Nacht[h] 

  

    

      

        
=

        
24

        
h

        
−

        

          

            

              
2

              
⋅

              
arccos

              
⁡

              

                
[

                

                  
−

                  
tan

                  
⁡

                  
δ

                  
⋅

                  
tan

                  
⁡

                  
φ

                

                
]

              

            

            

              

                
15

                

                  
∘

                

              

              

                
/

              

              
h

            

          

        

      

    

    
{\displaystyle =24h-{\frac {2\cdot \arccos \left[-\tan \delta \cdot \tan \varphi \right]}{15^{\circ }/h}}}

  

```

- Beim Anfang des nördlichen Winters hat die Sonne eine Deklination {\displaystyle \delta }  von {\displaystyle -23,43472^{\circ }}. Die Sonne steht auf dem südlichen Wendekreis
- Beim Anfang des nördlichen Sommers hat die Sonne eine Deklination {\displaystyle \delta }  von {\displaystyle +23,43472^{\circ }}. Die Sonne steht auf dem nördlichen Wendekreis
- Beim Frühlings- und Herbstbeginn hat die Sonne eine Deklination {\displaystyle \delta }  von {\displaystyle 0^{\circ }}.

Die Berechnung der Dauer der Nacht und die dazugehörende Grafik zeigen, dass am Äquator die Nächte während des ganzen Jahres exakt 12 Stunden dauern. Auf zum Beispiel 50° Breite dauert die kürzeste Nacht (bei Sommerbeginn) 7 Stunden 50 Minuten und die längste Nacht (bei Winterbeginn) 16 Stunden und 10 Minuten. An den Polarkreisen hat man einmal im Jahr (bei Winterbeginn) eine 24 Stunden lange Nacht. An den Polen steht die Sonne ein halbes Jahr über dem Horizont; die Nacht dauert also Null Stunden. Im anderen halben Jahr steht die Sonne unter dem Horizont, also dauert die Nacht 24 Stunden.

## Nacht in der Jagd
Für bestimmte Wildarten gilt in Deutschland zur Nacht ein Jagdverbot, hierfür wird die Nacht folgendermaßen definiert: der Zeitraum 1,5 Stunden nach Sonnenuntergang bis 1,5 Stunden vor Sonnenaufgang (§19 BJagdG).

## Nacht in der Luftfahrt
Aufgrund erhöhter Anforderungen an den Luftfahrzeugführer während eines Nachtfluges bedarf es zum Führen eines Luftfahrzeuges bei Nacht einer besonderen Einweisung zum Erwerb der sogenannten Nachtflugqualifikation (NFQ).
In Europa wird im Zuständigkeitsbereich der europäischen Luftfahrtbehörde EASA durch die Standardised European Rules of the Air (SERA) für die Luftfahrt die Nacht wie folgt definiert: „Die Stunden zwischen dem Ende der bürgerlichen Abenddämmerung und dem Beginn der bürgerlichen Morgendämmerung. Die bürgerliche Dämmerung endet am Abend und beginnt am Morgen, wenn sich die Mitte der Sonnenscheibe 6° unter dem Horizont befindet.“ Mit Inkrafttreten der Luftverkehrsordnung LuftVO in der Fassung vom 6. November 2015 gelten in Deutschland keine abweichenden Regeln mehr.

## Nacht in der Psychologie

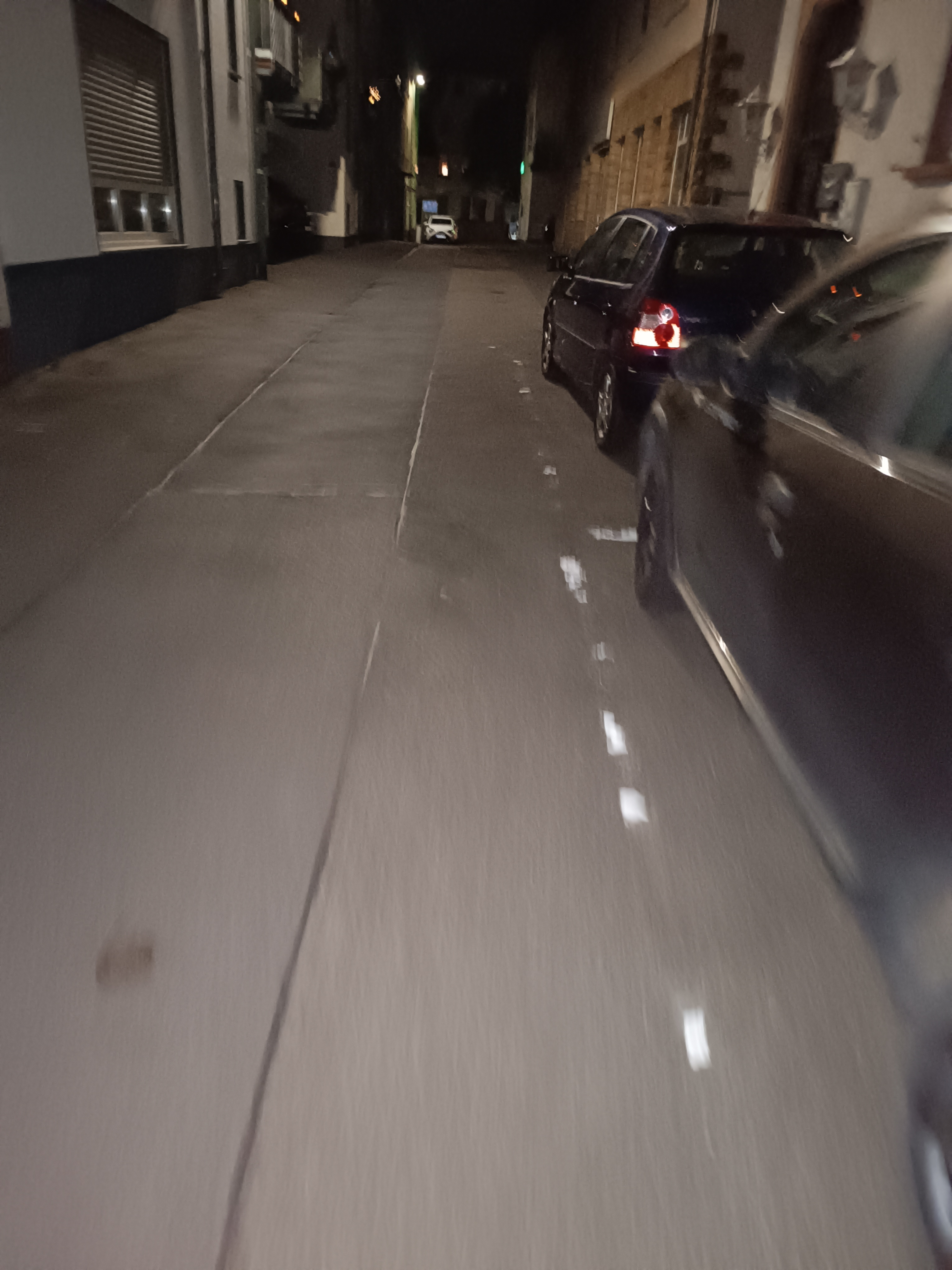
Einsame Straße bei Nacht

Die Angst vor der Nacht oder Dunkelheit bezeichnet man als Achluophobie oder Nyktophobie; sie wird auch durch Schutzmaßnahmen wie Nachtwächter oder sonstige Überwachung kaum geringer. Auch die heute oft übertriebene Beleuchtung (siehe Lichtverschmutzung) hilft nur bedingt, weil sie neben den hellen auch dunkle Stellen erzeugt.
Im übertragenen Sinn spricht man auch von Nacht, wenn jemand durch eine Phase seelischer Dunkelheit hindurch muss.

## Nacht in den Geistes- und Sozialwissenschaften sowie in der Kunst

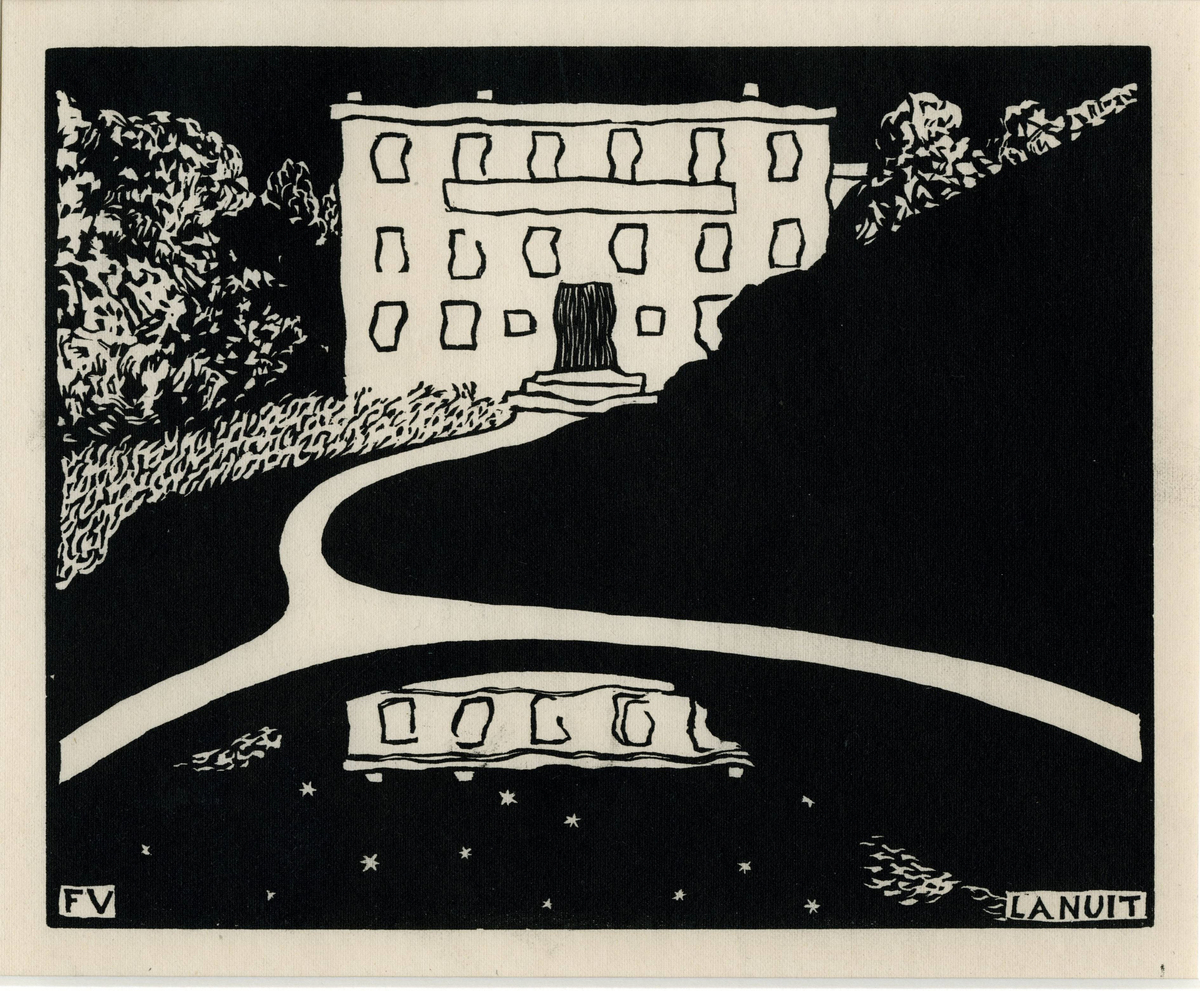
Félix Vallotton, Die Nacht

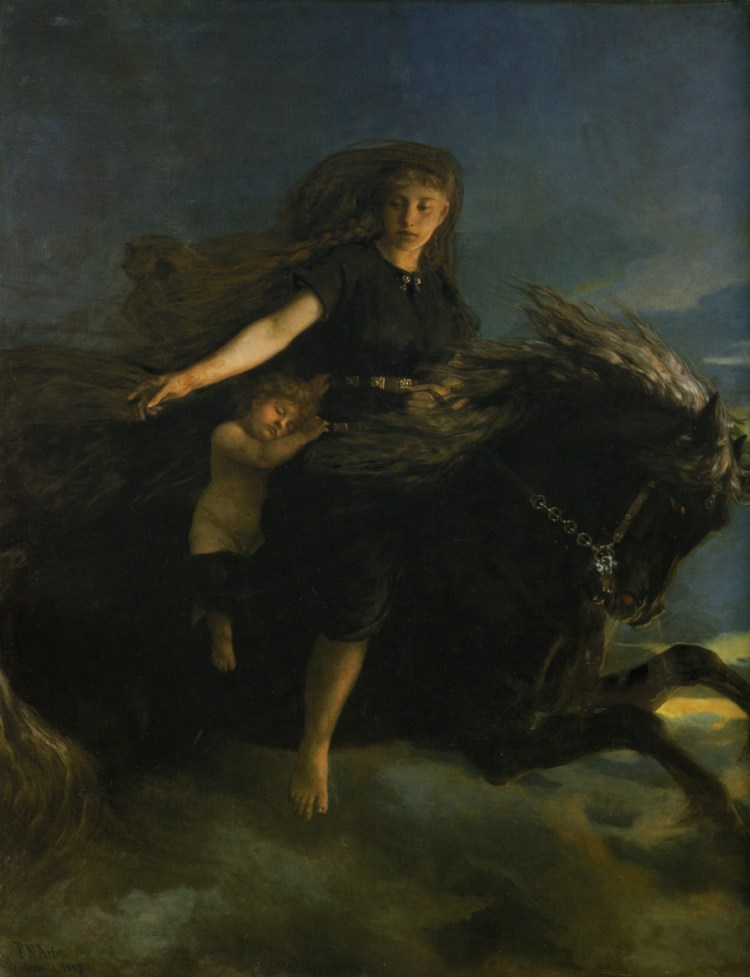
Nott, in der germanischen Mythologie die Personifikation der Nacht (Gem. von Peter Nicolai Arbo)

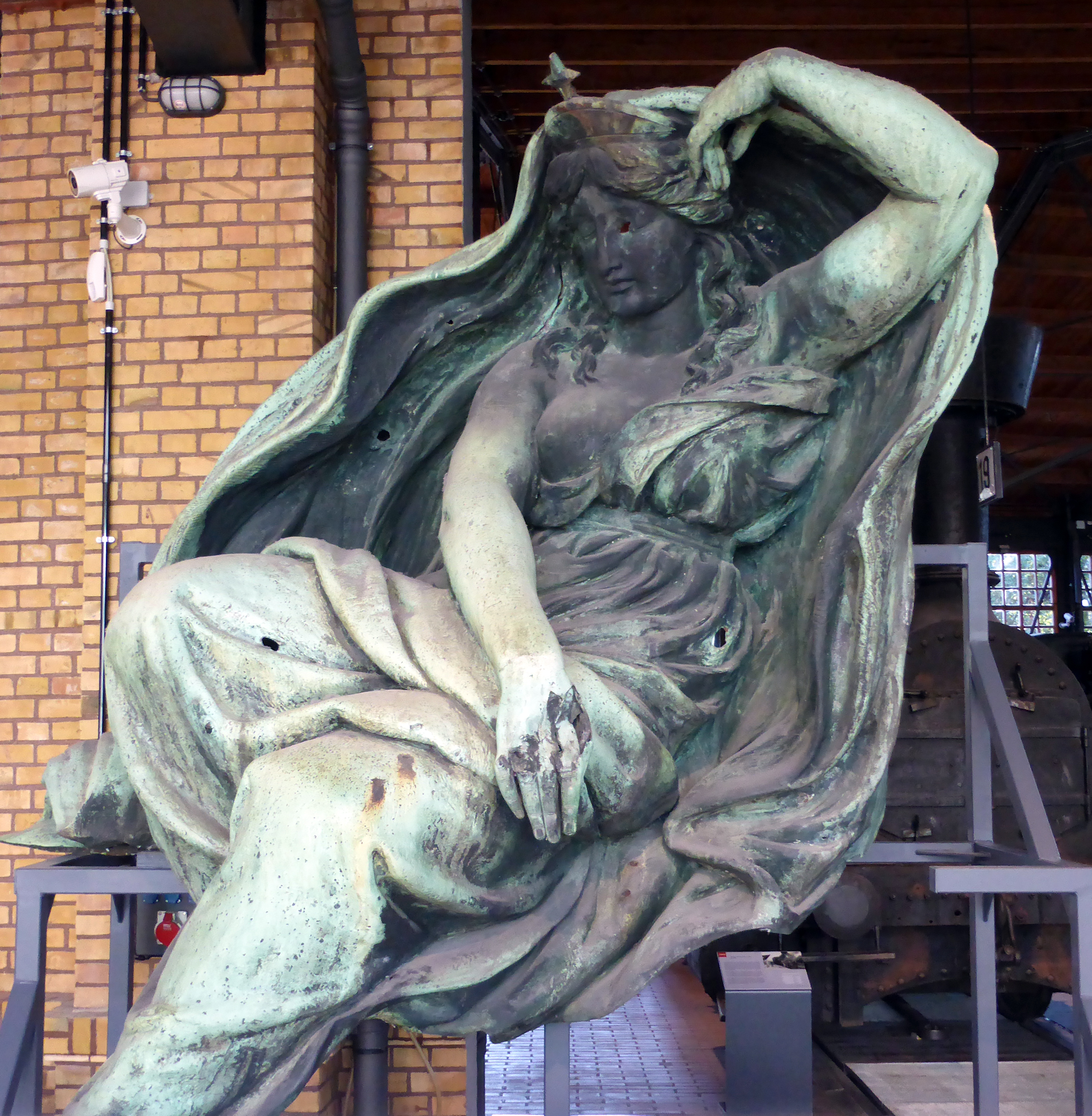
Allegorie Nacht vom Bildhauer Ludwig Brunow, 1880.

Neben der Astronomie befassen sich zahlreiche Wissenschaften mit der Nacht, etwa die Physik und Meteorologie (u. a. wegen der nächtlichen Abkühlung). In der Psychologie haben Dunkelheit und Nacht einen Konnex mit Erlebnis, Angst oder Neugier. In der Literaturwissenschaft und Musik ist die Nacht ein bedeutendes Motiv der Dichtung und im Liedgut. Die Nacht ist eines der wichtigsten Motive der Romantik, da nur diese es schafft, das Irrationale hervorzuheben und darüber die Geheimnisse des Seins zu erschließen. Sie verlieh dieser Epoche eine mystische und magische Weihe und erhob sie zum Medium der neu entdeckten Transzendenz.
Das Thema „Soziologie der Nacht“ wurde unter anderem von Hans-Werner Prahl bearbeitet. In der Jugendkultur, Politik und beim Militär spielt das Erleben der Nacht u. a. eine Rolle bei Lagerfeuern, bei Fackelzügen oder bei Orientierungs- und Nachtübungen.

### Ein Nachtgedicht
Um Mitternacht von Eduard Mörike
Gelassen stieg die Nacht ans Land,

Lehnt träumend an der Berge Wand,

Ihr Auge sieht die goldne Waage nun

Der Zeit in gleichen Schalen stille ruhn;

Und kecker rauschen die Quellen hervor,

Sie singen der Mutter, der Nacht, ins Ohr

Vom Tage,

Vom heute gewesenen Tage.

Das uralt alte Schlummerlied,

Sie achtets nicht, sie ist es müd;

Ihr klingt des Himmels Bläue süßer noch,

Der flüchtgen Stunden gleichgeschwungnes Joch.

Doch immer behalten die Quellen das Wort,

Es singen die Wasser im Schlafe noch fort

Vom Tage,

Vom heute gewesenen Tage.

### Nachtmusik und Nocturne
Das (auch: „die“) Nocturne bzw. Notturno (dt. wortwörtl.: „Nacht werdend“, meist: „nächtlich“) ist eine in der Zeit des Barock entstandene musikalische Form, die in ihrer Besetzung und Satzstruktur nicht festgelegt ist. Eine kleine Nachtmusik von Wolfgang Amadeus Mozart ist eine nächtliche musikalische Serenade. Vor allem die Epoche der Romantik brachte auf diesem Gebiet ein reichhaltiges künstlerisches Schaffen hervor.

## Mythologie
Die phönizische Mythologie kennt Baau als die Personifikation der Nacht. Bei den Hethitern wurde Išpanzašepa als Herrscherin der Nacht verehrt. Nyx gilt in griechischen Mythologie als die Göttin und Personifikation der Nacht, vor der selbst Zeus in Furcht geriet. Erebos, die Personifikation der Finsternis galt als deren Bruder. Der Nyx entspricht die römische Nox.
Nótt, die Nacht in der nordischen Mythologie, reitet das Pferd Hrimfaxi über das nächtliche Firmament. Mundilfari, der Beweger der Weltachse gilt ebenfalls als Verkörperung der Nacht. Delling zeugt als dritter Gemahl der Nótt den Dagr (Personifikation des Tages).